# Juršče
Juršče je naselje v Občini Pivka. Leži na jugozahodu Slovenije. Veliko je 36,771 km². Po zadnjih podatkih ima Juršče 148 prebivalcev. (2024)
Juršče se v pisnih virih prvič omenja kot Jurshiz in Jurschiz v letih 1763–87. Ime (množina ženskega rodu) je izpeljano iz *Jurišiči, množinske oblike patronima *Jurišič, ki temelji na osebnem imenu Juriša. Ime Juriša je izpeljano iz Jurija, ki se po naključju ujema tudi z zavetnikom vaške cerkve. Neposredne povezave med vaškimi in cerkvenimi imeni pa ni. Vas se je do leta 2007 uradno imenovala Jurišče, ko se je ime spremenilo v Juršče.

## Znamenitosti
Spomenik padlih borcev
Fantovski križ